# Commodore 1351 Mouse

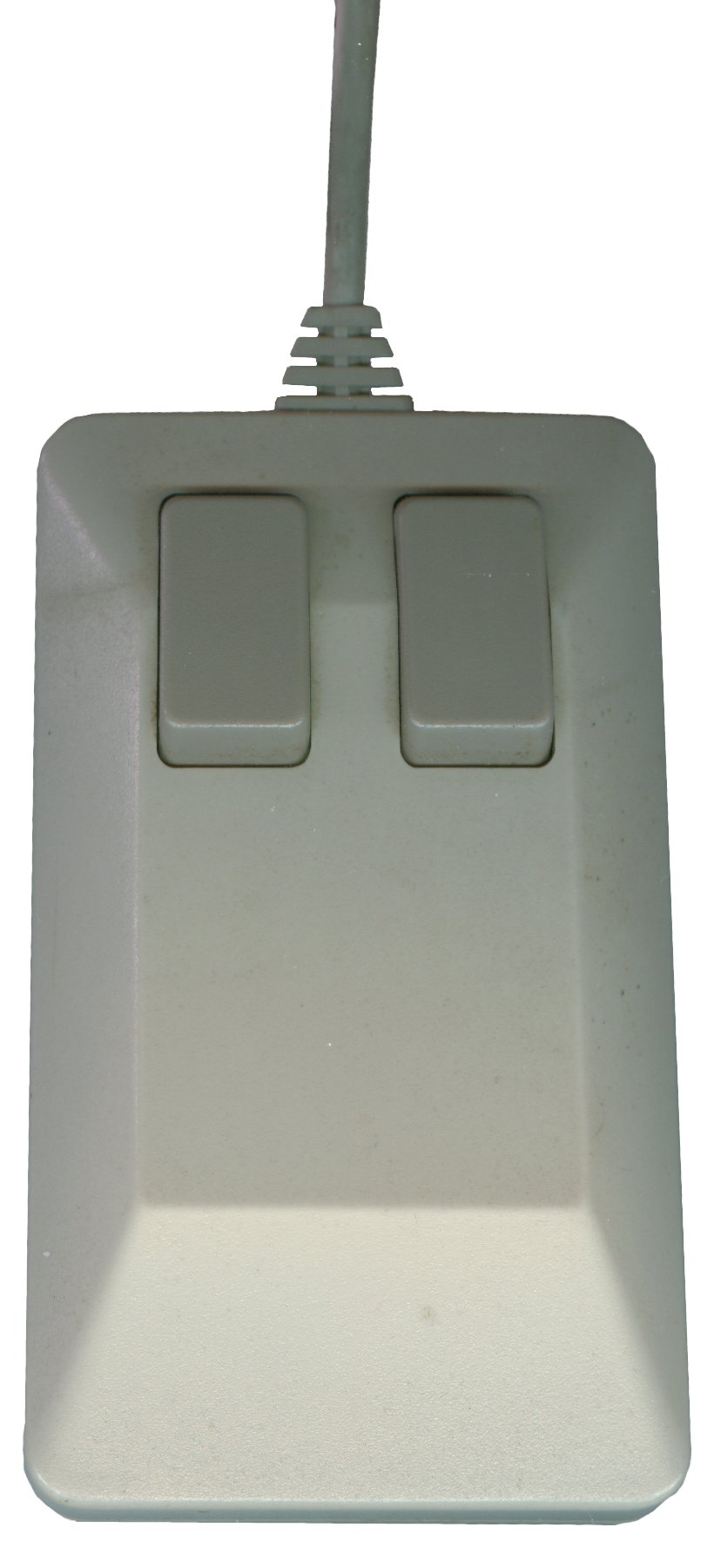
Commodore 1351 Mouse

Commodore 1351 Mouse – mysz komputerowa produkcji Commodore, kontynuacja po modelu 1350. W porównaniu do poprzedniczki, została ona znacznie ulepszona. Poruszanie kursorem za jej pomocą stało się znacznie bardziej naturalne, mimo iż czujniki nadal rejestrowały ruch jedynie w kierunkach pionowym, poziomym oraz pod kątem 45°. Dzięki dużej funkcjonalności zdobyła znaczną popularność.